# Isaías Alves
Isaías Alves de Almeida (Santo Antônio de Jesus, 29 de agosto de 1888 — Salvador, 20 de janeiro de 1968) foi um professor, advogado e escritor brasileiro, imortal da Academia de Letras da Bahia, Cadeira 32, fundador da Faculdade de Filosofia e Ciências Humanas (à época, Faculdade de Filosofia da Bahia) da Universidade Federal da Bahia em 13 de junho de 1941.

## Biografia
Isaías Alves nasceu em Santo Antônio de Jesus no Recôncavo Baiano, no dia 29 de agosto de 1888, filho primogênito de Aprígio Alves de Almeida e Ana Augusta Alves de Almeida.
Fez o curso primário em sua terra natal e obteve, em 1910, o diploma de bacharel em Ciências Jurídicas e Sociais pela Faculdade Livre de Direito da Bahia.
Ministrou sua primeira aula em 14 de fevereiro de 1905 no Ginásio Ipiranga, de seu parente Alexandre Porfírio de Almeida Sampaio. Foi professor, também, no Liceu de Artes e Ofícios, no Ginásio da Bahia e na Escola Normal da Bahia. 
De seu casamento, em 10 de dezembro de 1913, com Maria Amélia Sampaio Lyrio tiveram Rita, Isaías, Aprígio, Fernando, Ismênia, Ângelo e Edgard.
Em 1931, obteve, no Teacher's College, da Columbia University, USA, o diploma de Master of Arts e Instructor in Psychology. 
Entre 1932 e 1935, montou o Serviço de Testes no Serviço de Medidas Escolares do Instituto de Educação, na gestão de Anísio Teixeira na Direção da Instrução Pública do Distrito Federal e produziu vários estudos sobre testes de inteligência. 
Foi membro do Conselho Nacional de Educação (1931 a 1958) 
Em 1938 foi nomeado Secretário de Educação e Saúde do Estado da Bahia não apenas por ser irmão do então interventor do Estado, Landulfo Alves,  mas por ter conseguido construir a ideia de que possuía uma competência técnica que o qualificava para este cargo, ressaltada pelos jornais da época, quando apresentam Isaías Alves como um profissional que já tinha ocupado cargos significativos na administração escolar do Distrito Federal e que era reconhecido pelo trabalho desenvolvido com os testes de inteligência.  
Desde 1941, imortal da Academia de Letras da Bahia, Cadeira 32. 
De sua bibliografia constam vários livros, dentre eles: 
- Esboço da Vida e Obras do "Amigo dos Meninos"
- Problemas de Educação
- Teste Individual de Inteligência
- Os Testes e a Reorganização Escolar
- Estudos Objetivos de Educação
- Educação e Brasilidade
- O Dever da Juventude na Organização Nacional
- Da Fonética Inglesa
- Magistério primário e democracia
- Vida e obra do Barão de Macaúbas
- Missão Nacional e Humanas das Faculdades de Filosofia;
- Dados de Psicologia da Criança
- Cultura, Responsabilidade e Ação
- Três momentos na vida da Faculdade
- Aspectos da personalidade nascente
- Dante Educador do Milênio
- Matas do Sertão de Baixo. [1] [4][3]

A Travessa Isaías Alves de Almeida, no Bairro do Costa Azul, em Salvador, a Biblioteca Universitária de Ciências Humanas Prof. Isaías Alves da Universidade Federal da Bahia, e o Instituto Central de Educação Isaías Alves (atual Centro Estadual de Educação Isaías Alves) foram assim nomeados em sua homenagem. 
Faleceu na cidade do Salvador em 20 de janeiro de 1968.